# Oreopola athola
Oreopola athola là một loài bướm đêm thuộc phân họ Arctiinae, họ Erebidae.